# 学閥
学閥（がくばつ）とは、特定の職域や組織において、ある学校の出身者同士が形成する校友組織や派閥互助組織。

## 概要
学閥には、組織の長の出身学校によって規定される場合や、長年の慣行から強化・維持されている場合などがある。学閥に係わるのは、必ずしも伝統校や学力上位校に限らず、ある地域や職種において影響力が強い学校であることもある。その領域において大きな勢力を発揮することも多く、有力な学閥に属している者は組織の中で優遇されることも多い。
学閥の勢力が強まり、周囲への支配色を持つまでになると「学閥支配」といった言い方がされることもある。学閥を構成しているのは主に名門大学（大学院）だが、地方を中心に名門高校出身者の学閥がある。校長・教頭人事にも大きな影響力があったとする研究がある。
政界では各大学の国会議員数の統計や地方議員数、知事や市長などの首長を輩出していることへの各大学の実績が評価される。
官界で東京大学法学部出身者が官僚の合格者数で実績がある。官界では東京大学の学閥だけ特別に力があるので東大出身者が有利となり、官僚の出世を左右している。公務員や司法試験の合格者数の統計が良い大学も評価される。
財界の学閥では、中小企業の経営者数の統計から、上場企業の経営者や役員数の統計が、マスコミの報道や、教育関係雑誌や経済関係雑誌の調査で輩出上位の大学が明らかにされている。学閥勢力の強弱が時代によって変動があるものの、学閥の特集として、社長数や役員数などの学閥勢力の統計がマスコミによって発表されている。
芸能界、スポーツ界などにも学閥が存在し、その分野での地位に大きく影響することがある。

## 日本における著名な学閥の例

### 国公立大学
- 赤門閥 - 東京大学出身者の学閥（官界・政界・財界・学界・医学界〈鉄門会：東大医学部出身者の学閥[4]〉[5]）
- 京大閥 - 京都大学出身者の学閥（官界・関西財界・学界〈京都大学土木会〉・医学界〈芝蘭会：京大医学部出身者の学閥[4]〉[5]）
- 如水閥 - 一橋大学出身者の学閥（財界[5]・官界）
- 凌霜閥 - 神戸大学出身者の学閥（関西財界）
- 茗渓閥 - 筑波大学出身者の学閥（中等教育など教育界[5]）
- 尚志閥 - 広島大学出身者の学閥（中等教育など教育界[5]）

### 私立大学
- 三田閥 - 慶應義塾大学出身者の学閥（財界・政界[6]・医学界〈三四会：慶大医学部出身者の学閥[4]〉[5]）[7]
- 稲門閥 - 早稲田大学出身者の学閥（政界ないし言論界〈早稲田大学雄弁会〉・マスコミ[5]）
- 白門閥 - 中央大学出身者の学閥（法曹界・政界〈中央大学辞達学会〉[6]）
- 桜門閥 - 日本大学出身者の学閥（建設業界[8]）
- 院友閥 - 國學院大學出身者の学閥（神道界・学界〈国史学会〉[9]）[10]
- 館友閥 - 皇學館大学出身者の学閥（神道界[9]）[10]

## 海外における著名な学閥の例
イギリス
- オックスフォード大学
- ケンブリッジ大学

フランス
- 国立行政学院
- エコール・ポリテクニク
- パリ国立高等鉱業学校

米国
- アイビー・リーグ